# Francisco de los Cobos y Molina

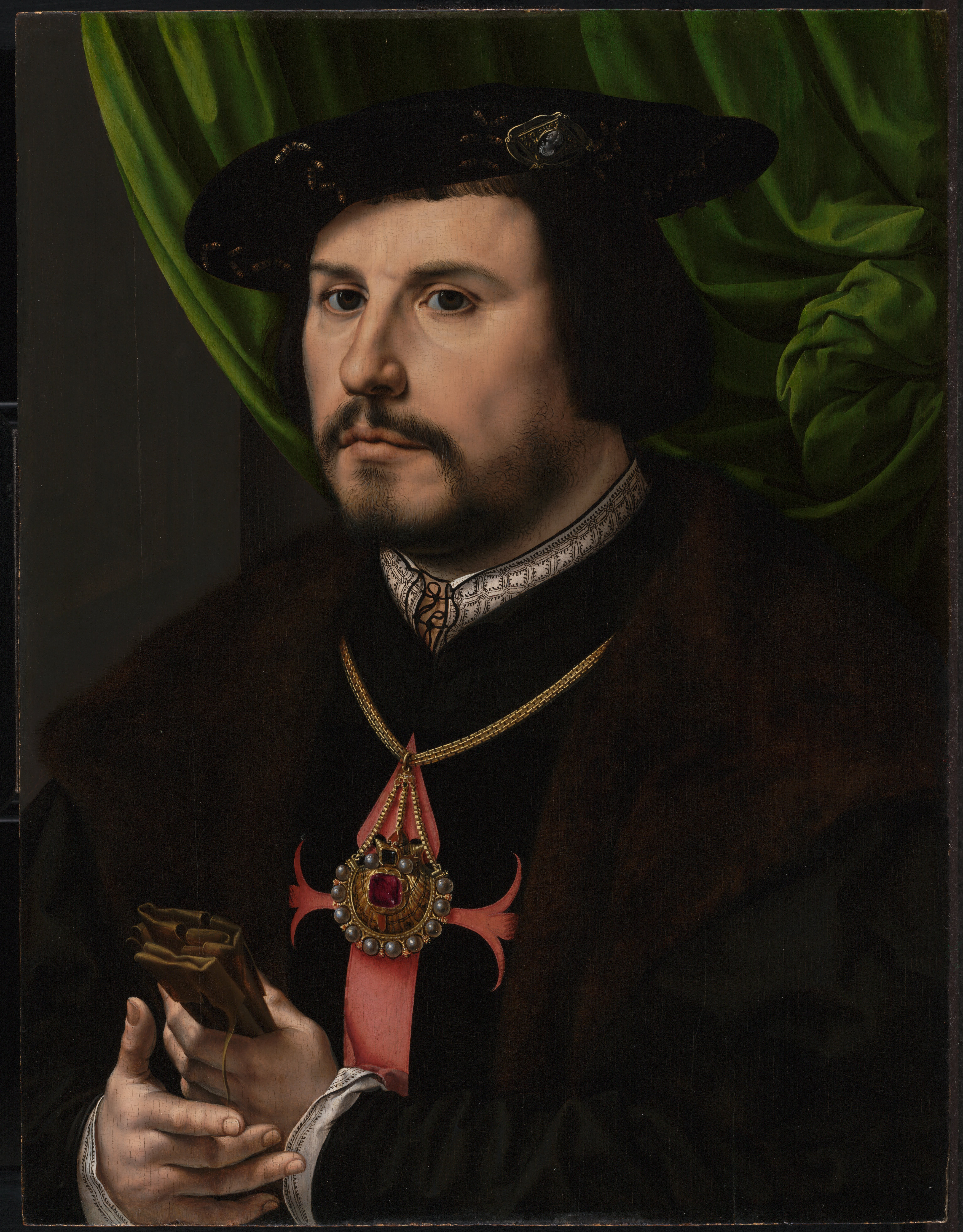
Francisco de los Cobos y Molina mit dem aufgenähten Santiago-Kreuz auf dem Mantel

Francisco de los Cobos y Molina (* um 1475/85 in Úbeda; † 10. Mai 1547 ebenda) war unter Karl V. als Staatssekretär verantwortlich für die Politik in Spanien, in Übersee und in Italien.

## Familie
Francisco de los Cobos y Molina entstammte einem andalusischen Adelsgeschlecht aus Úbeda. Der Vater war Diego de los Cobos, der sich an der Eroberung von Granada beteiligte; die Mutter war Catalina de Molina. Er selbst heiratete im Jahr 1522 die damals erst vierzehnjährige Maria de Mendoza, die Tochter des Grafen von Rivadavia. Aus der Ehe gingen der Sohn Diego und die Tochter Maria hervor, die später Gonzalo de Córdoba, den Herzog von Sessa, heiratete.

## Leben
Durch Fürsprache seines Onkels Diego Vela Allide, der eine Position am Hof von Königin Isabella von Kastilien innehatte, begann er in jungen Jahren im Sekretariat des Landes zu arbeiten. Vor allem geschätzt als Finanzfachmann stieg er im Staatsdienst auf. Ferdinand II. ernannte ihn 1503 zum königlichen Notar und Schreiber. Seit dem Jahr 1508 war er Schatzmeister von Granada.
Nach dem Tod des Königs reiste er im Auftrag des Regenten Kardinal Francisco Jiménez de Cisneros nach Burgund, um dort das Vertrauen der Räte des neuen Königs Karl V. zu gewinnen. Seit Dezember 1516 gehörte er dem spanischen Sekretariat des Königs an. Er begleitete den König zu dessen Herrschaftsübernahme nach Spanien und befand sich danach auch im Gefolge Karls bei dessen Reisen in die Niederlande und ins Heilige römische Reich.
Bereits zu Beginn der Herrschaft von Karl V. war Cobos ein nicht verzichtbarer Mitarbeiter des führenden „Ministers“ Guillaume II. de Croÿ. Auch unter dem Großkanzler Mercurino Gattinara spielte er eine wichtige Rolle. Als enger Berater des Kaisers insbesondere in spanischen Angelegenheiten arbeiteten beide auch teilweise ohne Hinzuziehung von Gattinara zusammen.
Cobos war an der Umgestaltung der Verwaltung in Spanien beteiligt. Dem Rat für Kastilien wurde die Zuständigkeit für die überseeischen Besitzungen entzogen und dem neuen Indienrat zugeordnet, an dessen Spitze nominell der König stand. Cobos kontrollierte seit 1519 als Sekretär des Indienrates das Schmelzen des aus den amerikanischen Kolonien kommenden Edelmetalls. Er selbst hatte dabei das Recht, 1 % der Einkünfte zu behalten. Ein ähnliches Recht hatte er auch beim Import von Salz. Im Jahr 1523 wurde er zum Sekretär des neuen Consejo de la Hacienda ernannt. Damit gewann er weiteren Einfluss auf die spanische Finanzpolitik. Später wurde er auch Sekretär der vier weiteren Räte. Nur der Rat von Aragon konnte unter einem Vizekanzler teilweise seine Eigenständigkeit bewahren. Er opponierte 1528 mit Erfolg gegen den Versuch Gattinaras eine alle Teile des Reiches umfassende Regierung zu etablieren.

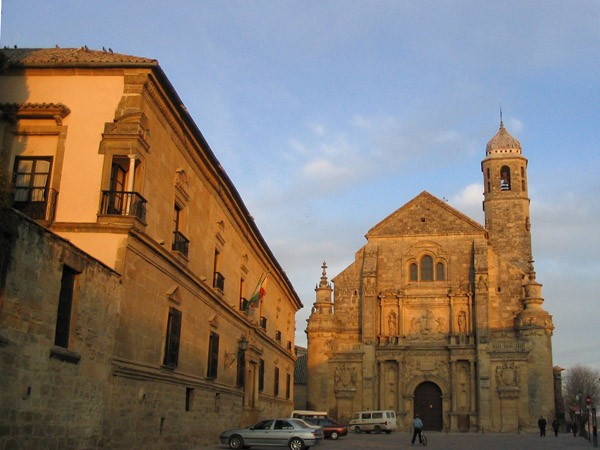
Die von Cobos y Molina gestiftete Kirche Sacra Capilla del Salvador

Im Jahr 1529 wurde Cobos zum Staatssekretär ernannt. Dabei kam es zu einer Aufteilung des Staatssekretariats in eine französisch-burgundische Abteilung unter Nicolas Perrenot de Granvelle und eine spanische Abteilung unter der Leitung von Cobos. Nach dem Tod des Großkanzlers Mercurino Gattinara hat Karl V. dieses Amt nicht mehr besetzt, so dass es keine gemeinsame Klammer mehr gab. Cobos war nun direkt unter dem Kaiser verantwortlich für die spanischen Angelegenheiten inklusive der Kolonien und der italienischen Politik. Im Jahr 1535 wurde das Vizekönigreich Neuspanien (Mexiko) und 1542 das Vizekönigreich Peru gegründet. Wenn er den Kaiser ins Ausland begleitete, ließ Cobos einen Vertreter in Spanien zurück.
Er gehörte seit 1529 auch zu den Beratern des späteren Königs Philipp II. während dessen Regentschaft. Er wurde Contador Mayor und einige Zeit später für das gesamte spanische Finanzwesen zuständig. Er gehörte zu den Gegnern von Bartolomé de Las Casas, der sich für eine weniger ausbeuterische Politik gegenüber den Indios einsetzte. Als Philipp Spanien für seine Hochzeit mit Maria Tudor und einer Reise durch Europa verließ, gehörte Cobos zum Regentschaftsrat in Spanien.
In privater Hinsicht konnte er im Dienst des Königs sein Vermögen und seine Besitzungen vermehren. So erwarb er im Jahr 1537 die Herrschaft Sabiote und einige Zeit später die von Canena und von Torres; zu den Besitzungen gehörte jeweils ein Herrschaftssitz, doch ließ Cobos auch in seiner Geburtsstadt einen Palast erbauen. Einen solchen besaß er auch in Valladolid, dem Sitz der Regierung. Er betätigte sich auch als Unternehmer im Bergbau. Sein Vermögen wurde nach seinem Tod auf etwa 130 Millionen Maravedis geschätzt.
Cobos war seit 1529 Großkomtur (Comendator Mayor) des Ritterordens von Santiago für Leon. Er trat als Mäzen für verschiedene Künstler auf. In seiner Heimatstadt Ubeda, deren Aufschwung auf ihn maßgeblich zurückgeht, stiftete er die Kirche Sacra Capilla del Salvador. In ihrer Krypta ist er auch beigesetzt. Die Kirche gehört zum Ensemble historischer Bauten, darunter auch Paläste der Familie, die heute zum Weltkulturerbe zählen.